# Medeola virginiana
Medeola virginiana är en liljeväxtart som beskrevs av Carl von Linné. Medeola virginiana ingår i släktet Medeolasläktet och familjen liljeväxter. Inga underarter finns listade.

## Bildgalleri

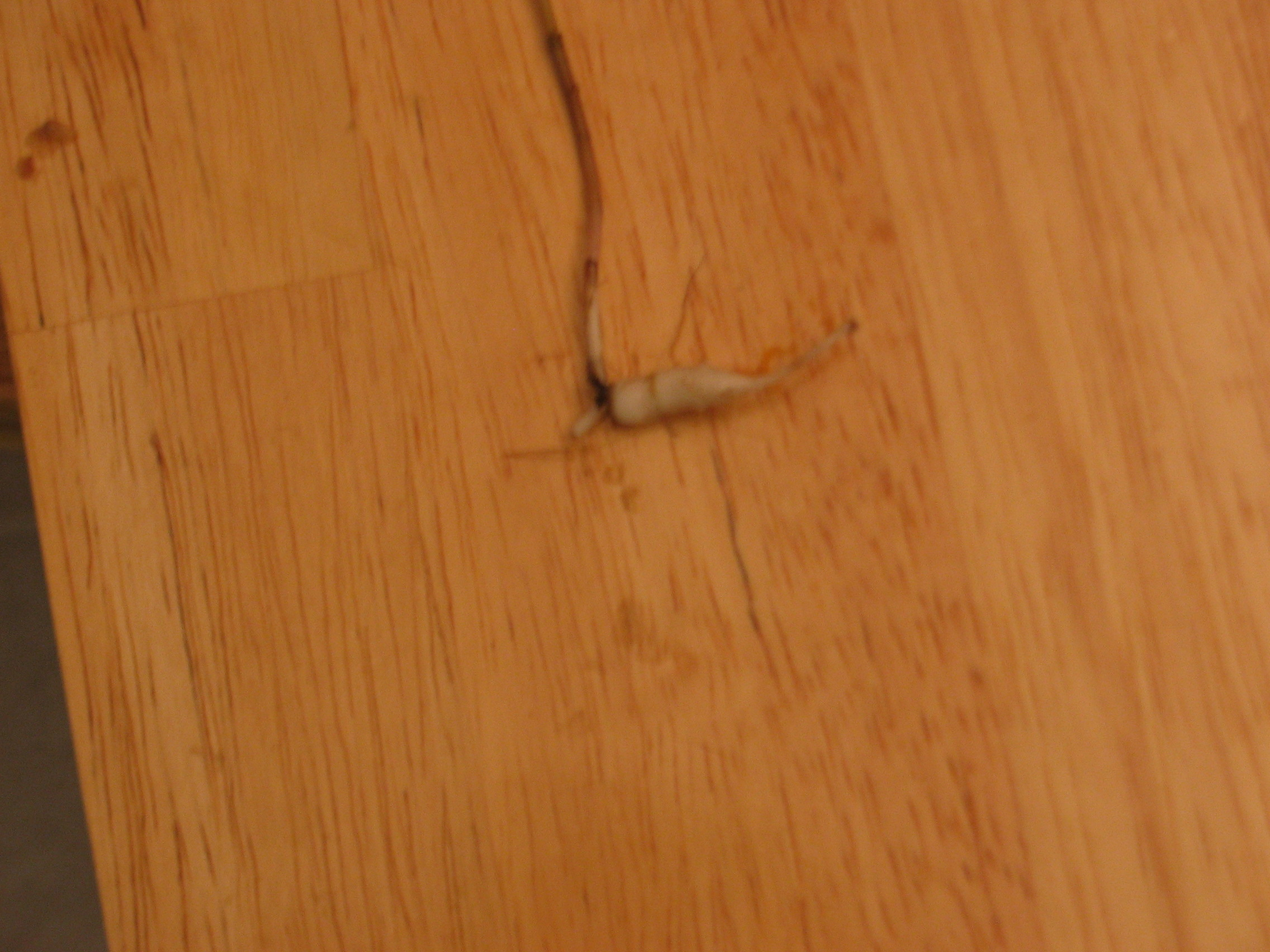